# 石峯寺 (京都市)

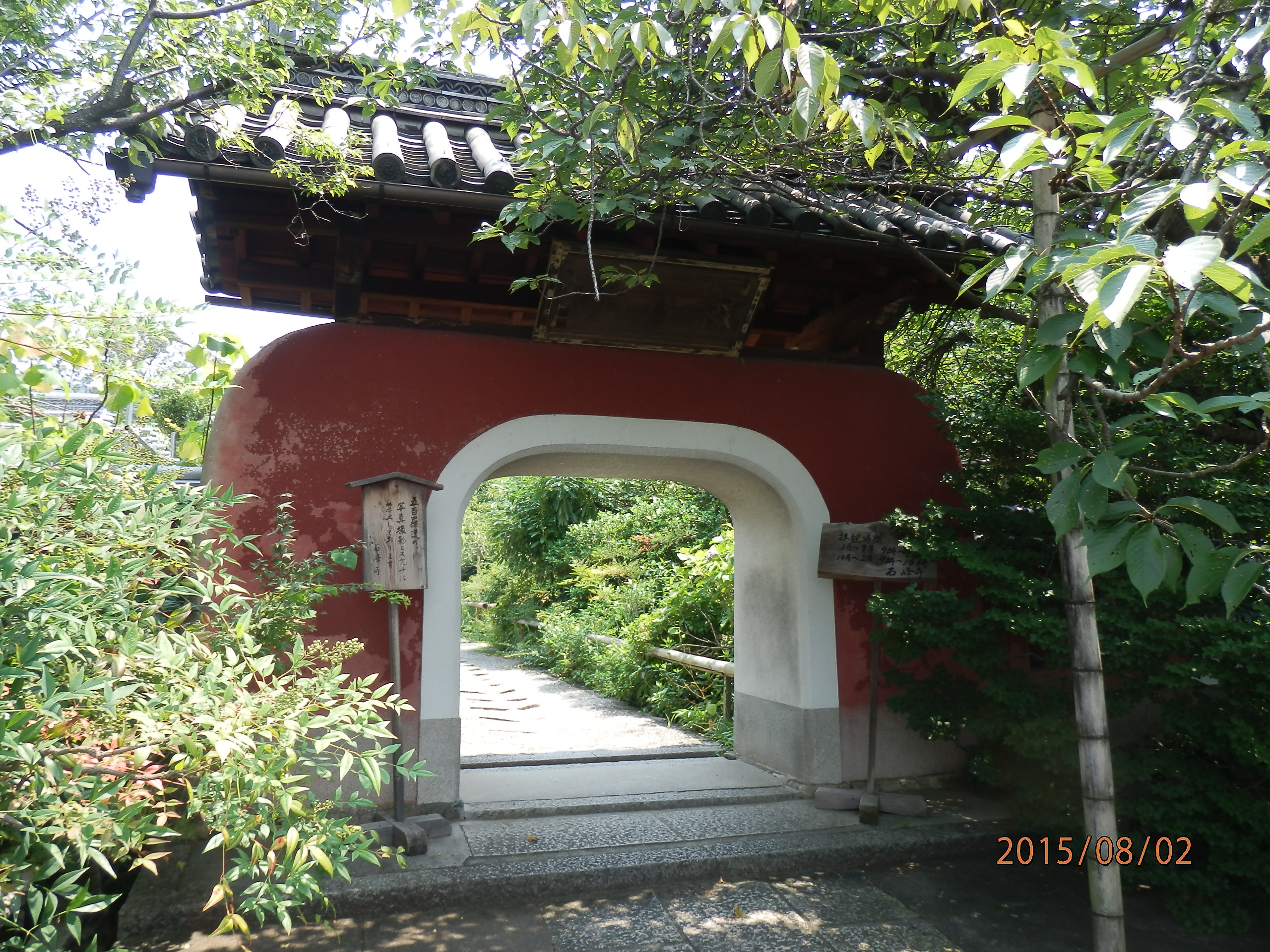
山門

石峯寺（せきほうじ）は、京都市伏見区深草石峰寺山町にある黄檗宗の寺院。山号は百丈山（ひゃくじょうざん）。本尊は釈迦如来。「石峰寺」とも表記する。

## 歴史
正徳3年（1713年）、黄檗宗大本山萬福寺の第6世千呆性侒（せんがいしょうあん）が開創した。石峯寺は平安時代中期に摂津国多田郷に建てられた沙羅連山石峰寺に発するという。兵火に遭い、寺は焼亡したが、本尊の薬師如来像は土中から慶長元年（1596年）に発見されたとされ、京都五条大橋東あたりの祠に祀られていた。この薬師如来を尊崇する千呆和尚が、正徳3年（1713年）にいまの深草の地に移したという。
寺の境内裏山にある五百羅漢の石像群は、安永年間（1772年 - 1781年）から天明年間（1781年 - 1789年）にかけて絵師の伊藤若冲が下絵を描き、当寺の住職密山修大と協力して制作したもので、「若冲五百羅漢」としていまも親しまれている。当時は千体以上あったが、現在四百数十体が残っている。
また観音堂の格天井には若冲が天井画を描いた。しかし観音堂は幕末の安政6年（1859年）以前に破却され、天井画は寺外に流出、現在は信行寺（左京区）や義仲寺（大津市）が所蔵している。
若冲は寛政2年（1791年）に石峯寺門前に草庵を設けて隠棲していたが、寛政12年（1800年）9月10日、85歳の生涯をその草庵で閉じ、同寺に葬られた。 当寺には若冲の墓があり、2000年（平成12年）から毎年9月10日に若冲忌を営んでいる。
1915年（大正4年）、本堂が焼失するが再建される。しかし、1979年（昭和54年）に放火によって本堂が本尊の薬師如来ごと焼失すると1985年（昭和60年）11月に、新たに釈迦如来を本尊として本堂が再建された。
2007年（平成19年）5月、石像の地蔵菩薩約30体が倒され、うち5体が損壊していた事件が起こる。
2012年（平成24年）、写真家を名乗る人物が連れたグループが撮影会と称し、石像に帽子をかぶせたりロウソクを点けたりして柵内に入ったりしたため、石像保存の観点より現在はスケッチ・写真撮影が全面的に禁止されている。

## 境内
- 本堂 - 1985年（昭和60年）11月再建。
- 庫裏
- 方丈
- 五百羅漢石像群
- 伊藤若冲の墓
- 東門（竜宮造）
- 山門（竜宮造）

## 周辺
- 伏見稲荷大社
- 宝塔寺
- 龍谷大学深草キャンパス
- 京都聖母女学院短期大学・高・中・小学校

## 交通アクセス
- 京阪電車龍谷大前深草駅下車、徒歩約5分
- JR奈良線稲荷駅下車、徒歩約8分